# Juanulloa
Juanulloa este un gen de plante din familia Solanaceae.

## Specii
Cuprinde  10  specii:
- Juanulloa aurantiaca (=Juanulloa mexicana)
- Juanulloa biacuminata Rusby
- Juanulloa bicolor Gleason
- Juanulloa membrancaea Rusby
- Juanulloa ochracea Cuatrec.
- Juanulloa pachypoda Rusby
- Juanulloa parasitica Ruiz & Pav.
- Juanulloa pedunculata Rusby
- Juanulloa sargii Donn. Sm.
- Juanulloa speciosa Dunal var. glabra (Miers) Cuatrec.
- Juanulloa verrucosa (Rusby) Hunz. & Subils